# Dodi Day
Dodi Day è il secondo album live di Dodi Battaglia registrato a Bellaria Igea Marina (RN) il 1 giugno 2018 giorno del suo compleanno e dei 50 anni di carriera davanti a 25.000 persone.

## Il disco
Ha proposto i successi dei Pooh (24 canzoni) e della sua carriera solista (2 strumentali) ai quali hanno partecipato diversi artisti: Fio Zanotti, Enrico Ruggeri, Mario Biondi, Maurizio Solieri, Mietta, Gigi D'Alessio, Luca Carboni, Silvia Mezzanotte, Marco Masini.

## Tracce
CD 1
1. Intro Band Dodi - 0'52"
2. Canterò per te - 2'06"
3. Noi due nel mondo e nell'anima - 3'15"
4. Amici per sempre - 2'25"
5. Giorni infiniti - 3'35"
6. Dammi solo un minuto, cantata con Enrico Ruggeri - 3'26"
7. L'altra donna, cantata con Enrico Ruggeri - 2'49"
8. L'ultima notte di caccia - 2'26"
9. Viva - 3'21"
10. Parsifal - 7'01"
11. Ci penserò domani, cantata con Mario Biondi - 3'30"
12. Pronto, buongiorno è la sveglia, cantata con Mario Biondi - 3'32"
13. Primavera a New York, cantata con Maurizio Solieri - 3'52"

CD 2
1. Incredibilmente giù, cantata con Mietta - 1'15"
2. Stagione di vento, cantata con Mietta - 2'06"
3. Notte a sorpresa, cantata con Mietta - 1'33"
4. Quando una lei va via, cantata con Mietta - 1'20"
5. Nascerò con te, cantata con Mietta - 1'48"
6. Vale - 4'55"
7. Tanta voglia di lei, cantata con Gigi D'Alessio - 3'58"
8. Piccola Katy, cantata con Luca Carboni - 1'54"
9. Che vuoi che sia, cantata con Luca Carboni - 2'45"
10. Non siamo in pericolo, cantata con Silvia Mezzanotte - 2'56"
11. Cercami, cantata con Silvia Mezzanotte - 2'53"
12. Chi fermerà la musica, cantata con Marco Masini - 3'33"
13. Pensiero, cantata con Marco Masini - 3'15''

## Formazione
- Dodi Battaglia - voce, chitarra solista
- Costanzo del Pinto - voce, cori
- Raffaele Ciavarella - voce, cori
- Marco Marchionni - chitarra
- Rocco Camerlengo - tastiere, cori
- Beppe Genise - basso
- Carlo Porfilio - batteria